# 安東尼 (足球運動員)
安東尼（Nyatepe Anthony Dela，1985年6月10日—）是一名加納足球運動員，擔任中場，現時效力香港乙組足球聯賽的愉園。

## 外部連結
- 愉園足球隊球員資料
- HKFA （页面存档备份，存于）